# Daniel Haugh
Daniel Haugh, né le 3 mai 1995 à Marietta, est un athlète américain, spécialiste du lancer du marteau.

## Biographie
En 2021, il se classe 11e de la finale du lancer du marteau des Jeux olympiques d'été de 2020. 
En 2022, il remporte son premier titre national à l’occasion des championnats des États-Unis 2022, en franchissant pour la première fois de sa carrière la limite des 80 mètres (80,18 m).

## Palmarès
| Date | Compétition           | Lieu     | Résultat | Temps   |
| ---- | --------------------- | -------- | -------- | ------- |
| 2021 | Jeux olympiques       | Tokyo    | 11e      | 76,22 m |
| 2022 | Championnats du monde | Eugene   | 8e       | 78,10 m |
| 2022 | Championnats NACAC    | Freeport | 2e       | 76,38 m |
| 2023 | Championnats du monde | Budapest | 6e       | 78,64 m |
| 2023 | Jeux panaméricains    | Santiago | 2e       | 77,82 m |

## Records
| Épreuve           | Marque  | Lieu   | Date         |
| ----------------- | ------- | ------ | ------------ |
| Lancer du marteau | 80,18 m | Eugene | 25 juin 2022 |